# Gnopholeon zapotecus
Gnopholeon zapotecus là một loài côn trùng trong họ Myrmeleontidae thuộc bộ Neuroptera. Loài này được Stange miêu tả năm 1970.